# 메구로 니혼 대학 중학교·고등학교
메구로 니혼 대학 중학교·고등학교(일본어: 目黒日本大学中学校・高等学校)는 도쿄도 메구로구 메구로 1번지에 소재한 사립 중고등학교이다.

## 개요
고교는 2000년부터 통신제 (사이버, 남녀공학)가 설치되었고, 2001년에 히노데 여자학원 고등학교에서 히노데고등학교로 교명이 변경되었다. 2005년부터는 고교 전일제도 남녀공학으로 바뀌었다. 중학교는 2006년부터 남녀공학으로 바뀌었고, 동시에 히노데 여자학원 중학교에서 히노데 중학교로 교명이 변경되었다. 공학화와 함께 종합 코스, 예능 코스, 스포츠 코스, 소인수 세미나 코스, 매디컬 코스로 코스를 나누었다.

## 연혁
- 1903년 - 다카나와정 대학 사경 (芝高輪台町大教寺境内) 내에 개교 (당시의 이름은 다카나와 사이보 학교 (高輪裁縫学校)).
- 1919년 - 현재의 소재지로 학교 이동.
- 1921년 - 히노데 고등 여학교 (日出高等女学校)로 교명 변경.
- 1947년 - 히노데 여자학원 중학교 (日出女子学園中学校) 개교.
- 1948년 - 히노데 여자학원 고등학교 (日出女子学園高等学校) 개교.
- 2000년 - 고등학교에 통신제과정 (남녀공학) 개설.
- 2001년 - 히노데 고등학교 (日出高等学校)로 교명 변경.
- 2003년 - 설립 100주년.
- 2005년 - 전일제 고등학교 남녀공학화.
- 2006년 - 중학교 남녀공학화. 히노데 중학교 (日出中学校)로 교명 변경.
- 2011년 - 교복 변경.

## 교통
- 메구로역 (JR 야마노테 선, 도쿄 급행 전철 메구로 선, 도쿄 지하철 난보쿠 선, 도쿄 도 교통국 지하철 미타 선) 도보 5분